# Крищюнас, Ионас Винцович
Ионас Винцович Кришчунас (Йонас Крищюнас) (лит. Jonas Kriščiūnas; 5 января 1888 — 2 июля 1973) — литовский советский учёный и политический деятель, растениевод и пчеловод. Академик ВАСХНИЛ (1948).

## Биография
Родился в д. Стебулишки Мариямпольского уезда (Литва). Учился в Людвиновской начальной школе и Мариямпольской гимназии. Окончил физико-математический факультет Санкт-Петербургского университета (1913).
- 1913—1915 агроном Мириямпольского общества сельского хозяйства, г. Мариямполе.
- 1915—1918 аэролог-наблюдатель авиационного дивизиона Западного фронта, находился также в Павловской Романовской аэрологической обсерватории и Константиновской магнито-метеорологической обсерватории.
- 1918—1920 преподаватель Шяуляйской гимназии естественных наук.
- 1920—1922 депутат Учредительного сейма в Каунасе, избранный по 1-му (Мариямпольскому) избирательному округу, входил во фракцию Литовской народно-социалистической демократической партии и Литовского крестьянского союза, которые затем объединились в Литовский крестьянский народный союз.
- 1921—1926 преподаватель Дотнувского с.-х. техникума.

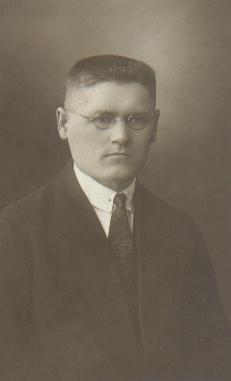
Крищюнас в молодости

С 1926 г. в Литовской сельскохозяйственной академии: доцент, профессор кафедры растениеводства, ректор (1940—1941 и 1944—1948), проректор (1948—1949), заведующий кафедрой (1949—1966).
Во время войны работал агрономом в Саратовской области (1941), директором детского дома в Дебессах Удмуртской АССР (1941—1943), сотрудником АН СССР (1943—1944).
Академик ВАСХНИЛ (1948). Академик АН Литовской ССР (1946).
Автор 80 научных и научно-популярных книг и брошюр, в том числе учебников «Пчеловодство» (4-е изд. 1961) и «Растениеводство» (1959).
Заслуженный деятель науки Литовской ССР (1945). Награждён 2 орденами Ленина (1947, 1958), орденом Трудового Красного Знамени (1949), орденом «Знак Почёта» (1950), медалью «За доблестный труд в Великой Отечественной войне 1941—1945 гг.» (1946).
Депутат Верховного Совета СССР II созыва (1946—1950).